# علی مروی (بازیکن فوتبال)
علی مروی (عربی: علي مروي؛ زادهٔ ۱۴ اکتبر ۱۹۶۹) بازیکن فوتبال اهل کویت بود.
وی همچنین در تیم ملی فوتبال کویت بازی کرده است.